# Sanda Ojiambo
Sanda Ojiambo, es una administradora keniata que fue nombrada directora ejecutiva del Pacto global de las Naciones Unidas desde el 17 de junio de 2020.

## Educación
Ojiambo nació en Kenia y asistió a escuelas locales para su educación primaria y secundaria. Obtuvo una licenciatura en Artes, un título en Economía y Desarrollo Internacional obtenido por Universidad McGill, en Montreal, Canadá. Su título de maestría en Políticas Públicas, lo obtuvo por la Universidad de Minnesota, en Minéapolis

## Carrera
En 1997 comenzó a trabajar para CARE International en Somalia. Desde allí se incorporó al Programa de las Naciones Unidas para el Desarrollo también en Somalia. Pasó un total de cinco años en Somalia liderando programas en áreas que incluyen educación, maternidad sin riesgo, conservación del medioambiente, gobernanza y desarme de minas terrestres.
Luego Ojiambo se trasladó a la Oficina Regional de África de la Federación Internacional de Planificación Familiar (IPPF), ubicada en Nairobi, Kenia. Allí, brindó asesoramiento técnico para "prestación de servicios, estándares de acreditación, gestión financiera, gobernanza y promoción". Su área de servicio cubría 40 países. Permaneció en este puesto por cinco años.
En 2008 se incorporó a Safaricom Plc, la empresa de telecomunicaciones más grande de Kenia. Allí empezó como directora senior de Safaricom y las Fundaciones MPESA. En ese rol, dirigió la implementación de varias iniciativas de asociación público-privada entre Safaricom y las organizaciones de las Naciones Unidas.
En 2010 fue nombrada directora de Negocio Sostenible e Impacto social en Safaricom. Ojiambo lideró el Departamento de Responsabilidad Corporativa que coordina la integración de los Objetivos de Desarrollo Sostenible (ODS) e informes de sostenibilidad, tecnología para productos de desarrollo y las Fundaciones Safaricom y MPESA. Su equipo pudo entregar informes periódicos de su trabajo. Esto despertó un gran interés entre las partes interesadas

## Otras consideraciones
Antes de su nombramiento para presidir el Pacto global de la ONU, Sanda formó parte de la junta directiva las empresas Kenya Investment Authority, una entidad paraestatal; Gender Violence Recovery Center, una ONG que brinda servicios a sobrevivientes de violencia de género; Global Development Incubator, una empresa social internacional que tiene como objetivo impulsar la adopción de tecnología para el desarrollo y Care Pay Limited, una empresa de pagos de salud.
También es miembro de la junta directiva de Mpesa Foundation Academy.